# Takayo Fischer
Takayo Fischer (ur. 25 listopada 1932 w Hardwick w Kalifornii) – amerykańska aktorka (m.in. głosowa) i wokalistka japońskiego pochodzenia.
Wystąpiła w filmie przygodowym Piraci z Karaibów: Na krańcu świata (Pirates of the Caribbean: At World's End, 2007) jako pani Ching.